# Apti Magomadov
Apti Magomadov (16 de septiembre de 1968) es un deportista moldavo que compitió en judo. Ganó una medalla de plata en el Campeonato Europeo de Judo de 1993 en la categoría de –86 kg.

## Palmarés internacional
| Campeonato Europeo | Campeonato Europeo | Campeonato Europeo | Campeonato Europeo |
| Año                | Lugar              | Medalla            | Categoría          |
| ------------------ | ------------------ | ------------------ | ------------------ |
| 1993               | Atenas (Grecia)    | Medalla de plata   | –86 kg             |